# 海蘭萊克斯 (阿拉巴馬州)
海蘭萊克斯（英語：Highland Lakes）是一個位於美國阿拉巴馬州謝爾比縣的非建制地區和人口普查指定地區。根據2010年美國人口普查，該地人口為3926人，而該地的面積約為10.09平方千米。

## 地理
海蘭萊克斯的座標為33°23′54″N 86°39′05″W / 33.39833°N 86.65139°W，而該地最高點為海拔高度250米（即810英尺）。